# Sierotki

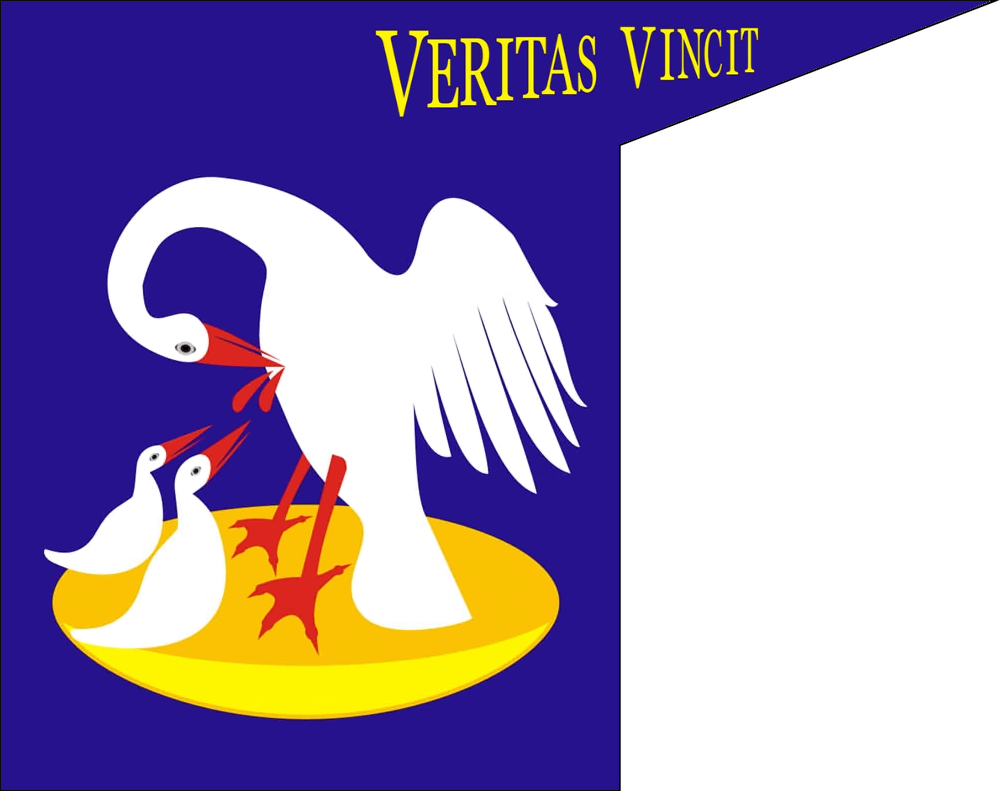
Proporzec używany przez sierotki (prawdopodobna kolorystyka)

Sierotki (cz. sirotčí svaz, sirotci, východočeský husitský svaz, sirotčí bratrstvo) – odłam taborytów, radykalnej grupy husytów. Grupa najbliższych współpracowników Jana Žižki, nazwana tak po jego śmierci, co symbolizowało więź między zmarłym a nimi. Nosili wyszywany kielich na szatach. Ich przywódcą w późniejszym okresie był Jan Královec.
Po śmierci Žižki, w latach 1424–1428 ich przywódcą był ksiądz Ambrož z Hradca, a następnie Prokop Mały. W latach 1431–1434 ich przywódcą wojskowym był Jan Čapek z Sán, wówczas podczas wojny polsko-krzyżackiej wraz z wojskami polskimi najechali krzyżacką Nową Marchię i Pomorze Gdańskie. U boku sił Prokopa Wielkiego wzięli udział w bitwie pod Lipanami.

## Znani zwolennicy
Zwolennikami sierotek byli:
- Jan Roháč z Dubé
- Jan Kolúch z Vesce
- Čáslav Kaplíř ze Sulevic
- Vilém Jeník z Mečkova
- Jan Hertvík z Rušinova
- Vilém Kostka z Postupic
- Jan Žampach z Potštejna
- Mikuláš starší Trčka z Lípy
- Jiří z Dubé
- Jan Baštín z Porostlé
- Matěj Salava z Lípy
- Jan Krušina z Lichtenburga (ojciec Hynka Krušiny)
- Aleš Vřešťovský z Rýzmburka
- Mikuláš z Keuschberka
- Anežka z Trocnova
- Peter Payne